# 貝加爾雅羅魚
貝加爾雅罗鱼（学名：Leuciscus baicalensis）为輻鰭魚綱鯉形目雅羅魚科雅罗鱼属的鱼类。分布於俄羅斯鄂畢河至科雷馬河、蒙古及中國新疆烏倫古湖、烏倫古河流域，並延伸至北極海，體長可達16公分，本魚棲息於河川與湖泊多石底部上面的小淺灘，屬雜食性，以昆蟲、水蚤、橈腳類及藻類等為食。

## 扩展阅读
維基物種上的相關：貝加爾雅罗鱼